# ...And Justice for All (пісня)
«…And Justice for All» ― пісня американського треш-метал гурту Metallica. Це другий трек з однойменного альбому гурту, який був випущений як промо-сингл у 1988 році. Як і альбом, до якого вона входить, названа на честь останніх чотирьох слів клятви вірності.

## Музика та слова
Основний риф пісні базується на барабанному патерні, написаному Ларсом Ульріхом. Музичний критик Космо Лі сказав, що це «зв'язка блоків», а не «прогресивний опус», тому що «пісня має середній темп і дуже легко грається. Жоден з рифів не є настільки технічним».
Пісня містить рядки про корупцію у владі. Назва пісні — це останні чотири слова присяги на вірність. У тексті пісні йдеться про несправедливість, як про «гроші, що схиляють шальки терезів» «Леді Справедливості». Особливо під час приспіву: «Pulling your strings, justice is done», що є символом невдалого правосуддя.

## Виступи наживо
Пісня була виконана гуртом наживо під час світового турне «Damaged Justice» на підтримку четвертого альбому. Після туру гурт пообіцяв більше ніколи її не грати. Гітарист Кірк Гемметт зазначив, що тривалість пісень була проблематичною як для фанатів, так і для гурту:
"Гастролюючи, ми зрозуміли, що загальний консенсус полягав у тому, що пісні були до біса довгими. Одного разу після того, як ми зіграли «Justice» і зійшли зі сцени, один з нас сказав: «Ми більше ніколи не будемо грати цю пісню».
Однак, Metallica зіграли цю пісню на відкритті туру Sick of the Studio '07, вперше з жовтня 1989 року, і зробили її незмінним сет-фіксом до кінця цього туру. При живому виконанні вступ пісні звучить як запис через те, що для вступу потрібні три гітари. На сцені зазвичай встановлюють статую Юстиції, яку потім зносять, коли пісня наближається до свого завершення. Повне виконання пісні наживо з'являється на DVD Orgullo, Pasión y Gloria, записаному в Мехіко під час туру «World Magnetic Tour».

## Список композицій
| Промо-вініл | Промо-вініл                           | Промо-вініл |
| #           | Назва                                 | Тривалість  |
| ----------- | ------------------------------------- | ----------- |
| 1.          | «...And Justice for All» (Edit)       | 5:58        |
| 2.          | «...And Justice for All» (LP Version) | 9:46        |

## Склад
- Джеймс Гетфілд — вокал, ритм-гітара, продюсування
- Кірк Гемметт — соло-гітара
- Джейсон Ньюстед — бас
- Ларс Ульріх — ударні, виробництво